# Democratische Unie/Union Démocratique
De Democratische Unie/Union Démocratique (UDDU) is een voormalige Belgische politieke partij.

## Geschiedenis
De partij werd opgericht door Hendrik Boonen, de latere partijvoorzitter van VLOTT. In Wallonië was het boegbeeld van de partij Mario Cavasine, ereviceconsul van Italië en voorzitter van de cultuurkring Dante Alighieri te Aarlen.
UDDU nam deel aan de federale verkiezingen van 13 juni 1999 voor zowel de kamer van Volksvertegenwoordigers als de Senaat. Daarnaast diende de partij kieslijsten in voor de gelijktijdig georganiseerde Vlaamse, Waalse en Brusselse verkiezingen van dat jaar. Het jaar daarop nam de partij deel aan de lokale verkiezingen van 8 oktober 2000.
In 2003 - met het vertrek van Hendrik Boonen naar het Liberaal Appèl van Ward Beysen - hield de partij op te bestaan.

## Verkiezingsdeelnames

### Federale verkiezingen 1999
Voor de Kamer van volksvertegenwoordigers legde UDDU in 1999 kieslijsten neer in de provincies Luxemburg en Henegouwen en in de kieskring Brussel-Halle-Vilvoorde. In het totaal wist deze partij daarbij 1.119 kiezers te overtuigen, waarvan 465 in de kiesomschrijving Charleroi-Thuin (0,15% van de neergelegde stemmen), 233 in de kiesomschrijving Aarlen-Marche-en-Famenne-Bastogne-Neufchâteau-Virton (0,16% van de neergelegde stemmen) en ten slotte 421 in de kiesomschrijving Brussel-Halle-Vilvoorde (0,05% van de neergelegde stemmen).
Voor de Senaat legde de partij in 1999 enkel een kieslijst neer voor het Nederlands kiescollege. De partij overtuigde daarbij in het totaal 7.368 kiezers (of 0,12% van de neergelegde stemmen), waarvan 3.159 in de provincie Antwerpen (0,3% van de neergelegde stemmen), 858 in de provincie Limburg (0,17% van de neergelegde stemmen), 1.357 in de provincie Oost-Vlaanderen (0,15% van de neergelegde stemmen), 537 in de provincie Vlaams-Brabant (0,18% van de neergelegde stemmen), 939 in de provincie West-Vlaanderen (0,13% van de neergelegde stemmen) en ten slotte 508 in de kieskring Brussel-Halle-Vilvoorde (0,07% van de neergelegde stemmen).

### Vlaamse, Waalse en Brusselse verkiezingen 1999
Voor het Brussels Hoofdstedelijk Parlement legde UDDU in 1999 een kieslijst neer in de kiesomschrijving Brussel. De partij wist hierbij 278 van de Brusselse kiezers te overtuigen (0,07% van de neergelegde stemmen).
Voor het Vlaams Parlement legde de partij in 1999 een kieslijst neer in de provincies Antwerpen, Limburg, Oost-Vlaanderen en Vlaams-Brabant. In het totaal wist de partij daarbij 4.150 van de Vlaamse kiezers te overtuigen (0,11% van de neergelegde stemmen), waarvan 319 in het kiesarrondissement Aalst-Oudenaarde (0,12% van de neergelegde stemmen), 1.225 in het kiesarrondissement Antwerpen (0,21% van de neergelegde stemmen), 872 in het kiesarrondissement Hasselt-Tongeren-Maaseik (0,17% van de neergelegde stemmen), 1.225 in het kiesarrondissement Mechelen-Turnhout (0,26% van de neergelegde stemmen) en ten slotte 509 in het kiesarrondissement Leuven (0,17% van de neergelegde stemmen).
Voor het Waals Parlement legde de partij in 1999 een kieslijst neer in de provincies Luxemburg en Henegouwen. In het totaal wist de partij daarmee 458 van de Waalse kiezers te overtuigen, waarvan 246 in de kieskring Arlon-Marche-en-Famenne-Bastogne (0,29% van de neergelegde stemmen) en 212 in de kieskring Thuin (0,25% van de neergelegde stemmen).

### Lokale verkiezingen 2000
Voor de provincieraden legde de partij in 2000 enkel een kieslijst neer in de provincie Luxemburg.  De partij wist daarbij 365 van de Luxemburgse kiezers te overtuigen (0,24% van de neergelegde stemmen), allen afkomstig uit het kiesarrondissement/provinciedistrict Aarlen (1,23% van de neergelegde stemmen).
Voor de gemeenteraden legde de partij in 2000 enkel kieslijsten neer in de stad Aarlen en de gemeente Aubange. In Aarlen wist de partij daarbij 232 kiezers te overtuigen (1,54% van de neergelegde stemmen) en in Aubange 116 (1,42% van de neergelegde stemmen).